# Biathlon na Zimowych Igrzyskach Olimpijskich 1972
Zawody w biathlonie na Zimowych Igrzyskach Olimpijskich 1972 odbyły się w dniach 9 – 11 lutego 1972 roku na trasach w kompleksie olimpijskim Makomanai w Sapporo. Biathloniści po raz ósmy rywalizowali na igrzyskach olimpijskich.
Zawodnicy walczyli w dwóch konkurencjach: w biegu indywidualnym i sztafecie. 
Łącznie rozdano dwa komplety medali. W klasyfikacji medalowej zwyciężyły ex aequo reprezentacje ZSRR i Norwegii, których zawodnicy zdobyli po jednym złotym medalu. Jeden zawodnik zdobył medale w obu konkurencjach: Hansjörg Knauthe z NRD był drugi w biegu indywidualnym oraz trzeci w sztafecie.

## Medaliści
| Konkurencja       | Złoto          | Czas       | Srebro           | Czas       | Brąz                | Czas       |
| Bieg indywidualny | Magnar Solberg | 1:15:55,50 | Hansjörg Knauthe | 1:16:07,60 | Lars-Göran Arwidson | 1:16:27,03 |
| Sztafeta          | ZSRR           | 1:51:44,92 | Finlandia        | 1:54:37,25 | NRD                 | 1:54:57,67 |

## Wyniki

### Bieg indywidualny
| Miejsce | Zawodnik            | Reprezentacja | Czas       | Strata   |
| ------- | ------------------- | ------------- | ---------- | -------- |
| złoto   | Magnar Solberg      | Norwegia      | 1:15:55,50 | –        |
| srebro  | Hansjörg Knauthe    | NRD           | 1:16:07,60 | +12,10   |
| brąz    | Lars-Göran Arwidson | Szwecja       | 1:16:27,03 | +31,53   |
| 4.      | Aleksandr Tichonow  | ZSRR          | 1:16:48,65 | +53,15   |
| 5.      | Yrjö Salpakari      | Finlandia     | 1:16:51,43 | +55,93   |
| 6.      | Esko Saira          | Finlandia     | 1:17:34,80 | +1:39,30 |
| 7.      | Wiktor Mamatow      | ZSRR          | 1:18:16,26 | +2:20,76 |
| 8.      | Tor Svendsberget    | Norwegia      | 1:18:26,54 | +2:31,04 |
| 9.      | Aleksander Klima    | Polska        | 1:19:00,86 | +3:05,36 |
| 10.     | Daniel Claudon      | Francja       | 1:19:14,67 | +3:19,17 |

### Sztafeta
| Miejsce | Reprezentacja     | Zawodnicy                                                         | Czas       | Strata   |
| ------- | ----------------- | ----------------------------------------------------------------- | ---------- | -------- |
| złoto   | ZSRR              | Aleksandr Tichonow Rinat Safin Iwan Biakow Wiktor Mamatow         | 1:51:44,92 | –        |
| srebro  | Finlandia         | Esko Saira Juhani Suutarinen Heikki Ikola Mauri Röppänen          | 1:54:37,25 | +2:52,33 |
| brąz    | NRD               | Hansjörg Knauthe Joachim Meischner Dieter Speer Horst Koschka     | 1:54:57,67 | +3:12,75 |
| 4.      | Norwegia          | Tor Svendsberget Kåre Hovda Ivar Nordkild Magnar Solberg          | 1:56:24,41 | +4:39,49 |
| 5.      | Szwecja           | Lars-Göran Arwidson Olle Petrusson Torsten Wadman Holmfrid Olsson | 1:56:57,40 | +5:12,48 |
| 6.      | Stany Zjednoczone | Peter Karns Terry Morse Dennis Donahue Jay Bowerman               | 1:57:24,32 | +5:39,40 |
| 7.      | Polska            | Józef Różak Józef Stopka Andrzej Rapacz Aleksander Klima          | 1:58:09,92 | +6:24,10 |
| 8.      | Japonia           | Isao Ono Shozo Sasaki Miki Shibuya Kazuo Sasakubo                 | 1:59:09,48 | +7:24,56 |

## Klasyfikacja medalowa
| Miejsce | Państwo | złoto | srebro | brąz | Razem |
| ------- | ------- | ----- | ------ | ---- | ----- |
| 1.      | ZSRR    | 2     | 1      | 1    | 4     |
| 2.      | NRD     | 1     | 2      | 1    | 4     |
| 3.      | RFN     | 0     | 0      | 1    | 1     |